# Liste des plus hauts sommets du Système solaire
Cet article présente une liste des plus hauts sommets du Système solaire. Le ou les plus hauts sommets des corps où des montagnes, volcans, pics, etc. importants ont été mesurés sont indiqués. Pour certains corps, les plus hauts sommets de différentes classes sont également répertoriés. Avec 21,9 kilomètres, l'énorme volcan bouclier Olympus Mons, sur Mars, est le plus haut sommet de toute planète du Système solaire. Pendant 40 ans, après sa découverte en 1971, ce fut le plus haut sommet connu du Système solaire. Cependant, en 2011, le pic central du cratère Rheasilvia, sur l'astéroïde Vesta, s'est avéré avoir une hauteur comparable. En raison des limites des données et du problème de définition décrit ci-dessous, il est difficile de déterminer lequel des deux est le plus grand.

## Liste
Les hauteurs sont données de la base au sommet (bien qu'il manque une définition précise du niveau de base moyen). Les altitudes maximales ne sont disponibles que sur Terre et éventuellement sur Titan. Sur les autres corps, les élévations au-dessus d'une surface équipotentielle ou d'un ellipsoïde de référence peuvent être utilisées si suffisamment de données sont disponibles pour le calcul, mais ce n'est souvent pas le cas (voir aussi l'article Altitudes et coordonnées géographiques sur les corps célestes).
| Corps   | Sommet                                 | Hauteur de la base au sommet           | % du rayon | Origine            | Notes |
| ------- | -------------------------------------- | -------------------------------------- | ---------- | ------------------ | --- |
| Mercure | Caloris Montes                         | ≤ 3 km,                                | 0.12       | impact             | Formé par l'impact Caloris |
| Vénus   | Skadi Mons (massif des Maxwell Montes) | 6,4 km (11 km au-dessus de la moyenne) | 0.11       | tectonique         | A des pentes brillantes au radar en raison des neiges métalliques, possiblement du sulfure de plomb                                                                                             |
| Vénus   | Maat Mons                              | 4,9 km (environ)                       | 0.081      | volcanique         | Plus haut volcan sur Vénus. |
| Terre.  | Mauna Kea et Mauna Loa                 | 10,2 km                                | 0,16       | volcanique         | Dont 4,2 km au-dessus du niveau de la mer. |
| Terre.  | Haleakalā                              | 9,1 km                                 | 0.14       | volcanique         | Dont 3,1 km au-dessus du niveau de la mer. |
| Terre.  | Pico del Teide                         | 7,5 km                                 | 0.12       | volcanique         | Dont 3,7 km au-dessus du niveau de la mer. |
| Terre.  | Mont McKinley                          | entre 5,3 et 5,9 km                    | 0.093      | tectonique         | Plus grande montagne base-sommet sur Terre |
| Terre.  | Everest                                | de 3,6 à 4,6 km                        | 0.072      | tectonique         | 4,6 km sur la face nord, 3,6 km sur la face sud ; plus haute altitude (8,8 km, mais n'est pas parmi les plus hauts de la base au sommet)                                                        |
| Lune    | Mont Huygens                           | 5,5 km,                                | 0.32       | impact             | Formé par l'impact Imbrium |
| Lune    | Mont Hadley                            | 4,5 km,                                | 0.26       | impact             | Formé par l'impact Imbrium |
| Lune    | Mons Rümker                            | 1,1 km                                 | 0.063      | volcanique         | Plus grand massif volcanique sur la Lune. |
| Mars    | Olympus Mons                           | 21,9 km,                               | 0.65       | volcanique         | S'élève à 26 km au-dessus des plaines du Nord, à 1 000 km. Caldeira sommitale de 60 × 80 km de large, jusqu'à 3,2 km de profondeur ; l'escarpement sur sa marge peut atteindre 8 km de haut.    |
| Mars    | Ascraeus Mons                          | 14,9 km                                | 0.44       | volcanique         | Plus grand sommet des trois Tharsis Montes |
| Mars    | Elysium Mons                           | 12,6 km                                | 0.37       | volcanique         | Plus haut volcan dans Elysium |
| Mars    | Arsia Mons                             | 11,7 km                                | 0.35       | volcanique         | Caldeira au sommet de 108 à 138 km de diamètre |
| Mars    | Pavonis Mons                           | 8,4 km                                 | 0.25       | volcanique         | La caldeira sommitale est profonde de 4,8 km |
| Mars    | Anseris Mons                           | 6,2 km                                 | 0.18       | impact             | Parmi les plus hauts sommets non-volcaniques sur Mars, formé par l'impact Hellas |
| Mars    | Aeolis Mons (mont Sharp)               | de 4,5 à 5,5 km                        | 0.16       | Dépôt et érosion   | Formé par dépôts dans le cratère Gale ; le MSL rover le gravit depuis novembre 2014. |
| Vesta   | Rheasilvia pic central                 | 22 km,                                 | 8.4        | impact             | Presque 200 km de large. Voir aussi : Liste des plus grands cratères du Système solaire |
| Cérès   | Ahuna Mons                             | 4 km                                   | 0.85       | cryovolcanique     | Dôme isolé, aux parois abruptes, dans une région relativement lisse ; hauteur maximale d'environ 5 km sur le côté le plus raide ; à peu près l'antipode du plus grand bassin d'impact de Cérès. |
| Io      | Boösaule Montes Sud                    | de 17,5 à 18,2 km                      | 1.0        | tectonique         | Possède un escarpement de 15 km de haut sur la bordure S E |
| Io      | Ionian Mons east ridge                 | 12,7 km (approx.),                     | 0.70       | tectonique         | A la forme d'une double arête incurvée |
| Io      | Euboea Montes                          | de 10,3 à 13,4 km                      | 0.74       | tectonique         | Un glissement de terrain sur le flanc N O a laissé une couche de débris de 25 000 km3 |
| Io      | Sans nom (245° W, 30° S)               | 2,5 km (approx.),                      | 0.14       | volcanique         | Un des plus grands volcans de Io, avec une forme conique atypique |
| Mimas   | Herschel pic central                   | 7 km (approx.)                         | 3.5        | impact             | Voir aussi : Liste des plus grands cratères du Système solaire |
| Dioné   | Janiculum Dorsa                        | de 1 à 2 km                            | 0.27       | tectonique         | Montagne longue de 800 km, la croûte sous la montagne se plisserait sur 500 m |
| Titan   | Mithrim Montes (en)                    | ≤ 3,3 km                               | 0.13       | tectonique         | S'est probablement formé à la suite d'une contraction globale de Titan |
| Titan   | Doom Mons                              | 1,45 km                                | 0.056      | cryovolcanique     | Adjacent à Sotra Patera, structure effondrée profonde de 1,7 km |
| Japet   | Crête équatoriale                      | 20 km (approx.)                        | 2.7        | incertaine         | Pics individuels qui n'ont pas été mesurés |
| Obéron  | Sans nom (Limb mountain)               | 11 km (approx.)                        | 1.4        | impact (?)         | Une valeur de 6 km lui a été attribuée peu de temps après sa découverte par Voyager 2 |
| Pluton  | Tenzing Montes, pic T2                 | ~6,2 km                                | 0.52       | tectonique (?)     | Montagnes glacées ; nommées après Tenzing Norgay |
| Pluton  | Piccard Mons,                          | ~5,5 km                                | 0.46       | cryovolcanique (?) | ~220 km de diamètre ; dépression en son centre de 11 km de profondeur |
| Pluton  | Wright Mons                            | ~4,7 km                                | 0.40       | cryovolcanique (?) | ~160 km de diamètre ; dépression en son sommet ~56 km de diamètre et 4,5 km de profondeur |
| Charon  | Butler Mons                            | ≥ 4,5 km                               | 0.74       | tectonique (?)     | Plaine Vulcain, les plaines du sud, a plusieurs sommets isolés, peut-être des blocs de cristal inclinés                                                                                         |
| Charon  | Dorothy pic central                    | ~4,0 km                                | 0.66       | impact             | Bassin d'impacts polaire Nord Dorothy, le plus grand sur Charon, d'~240 km de diamètre et profond de 6 km                                                                                       |

Les images suivantes sont présentées par ordre décroissant de hauteur de la base au sommet.

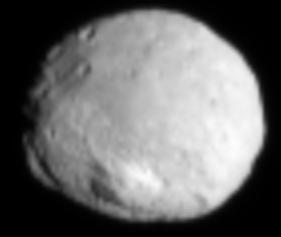
Pic central du cratère de Vesta Rheasilvia, photographié par Dawn à partir de 100 000 km
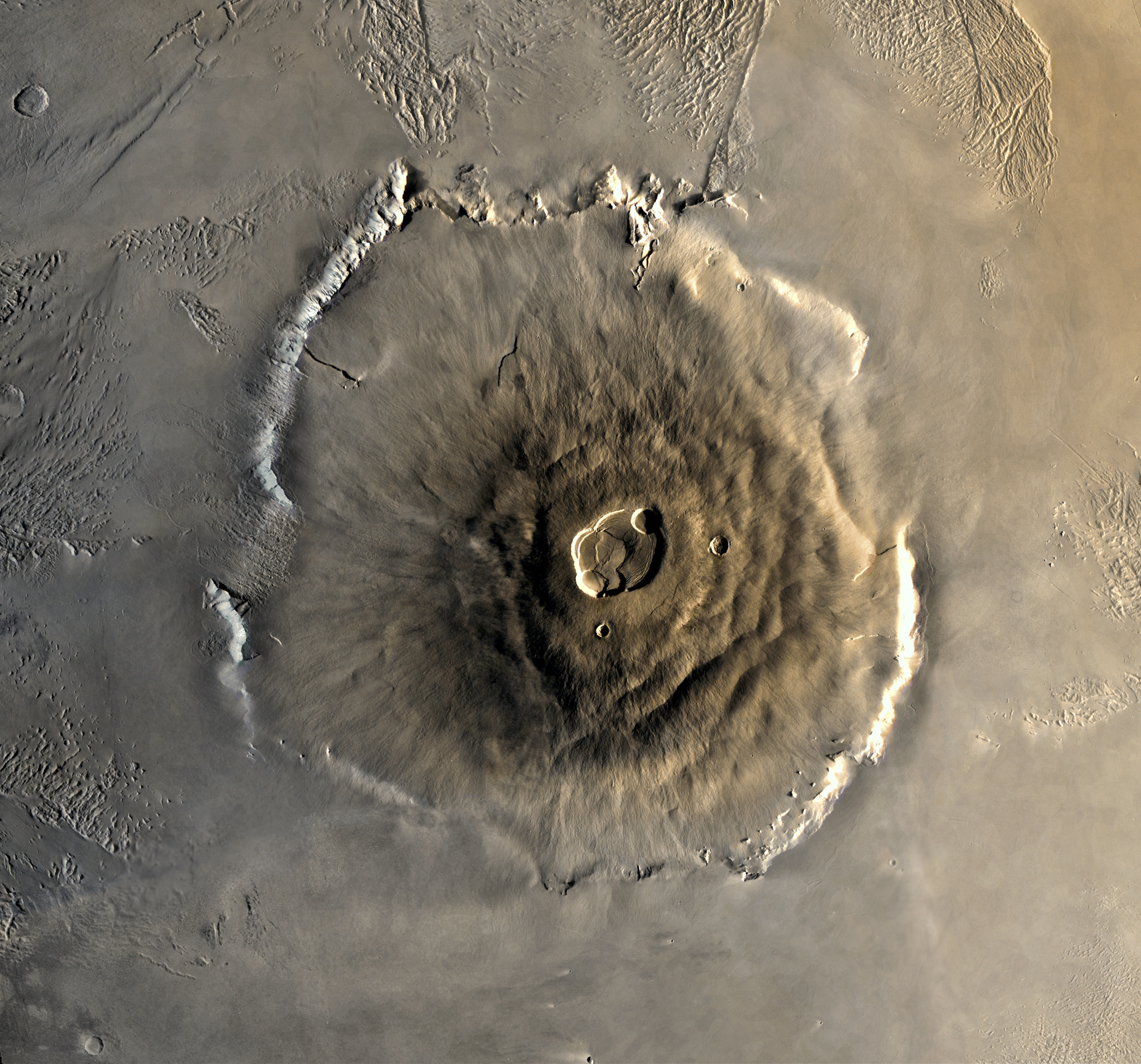
Olympus Mons sur Mars vu de Viking 1 en 1978
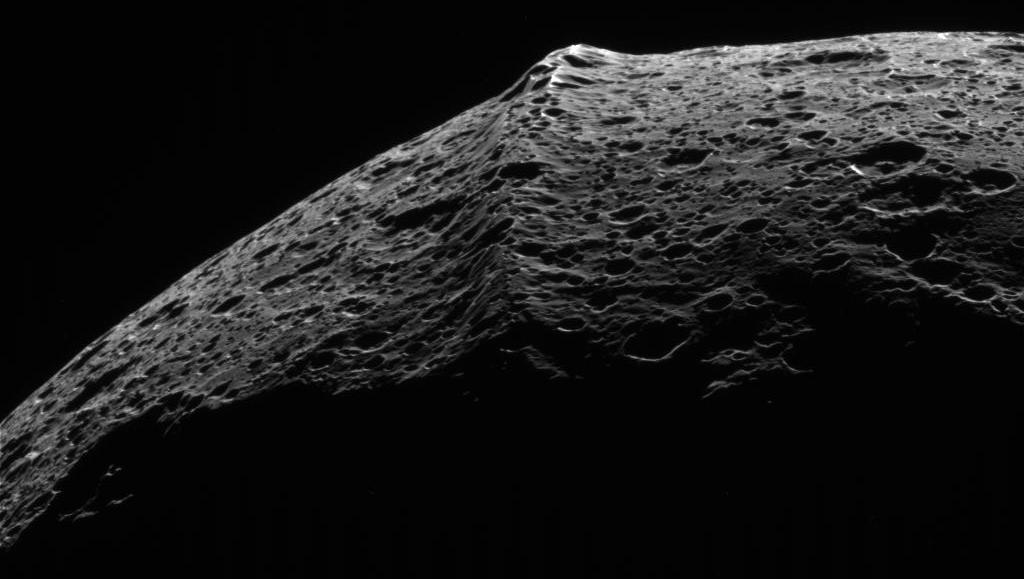
Image de Cassini de la crête équatoriale de Japet
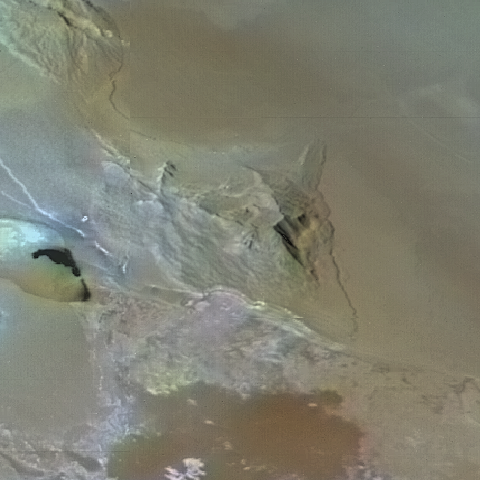
Photo prise par Voyager 1 du plus haut sommet d'Io, Boösaule Montes Sud
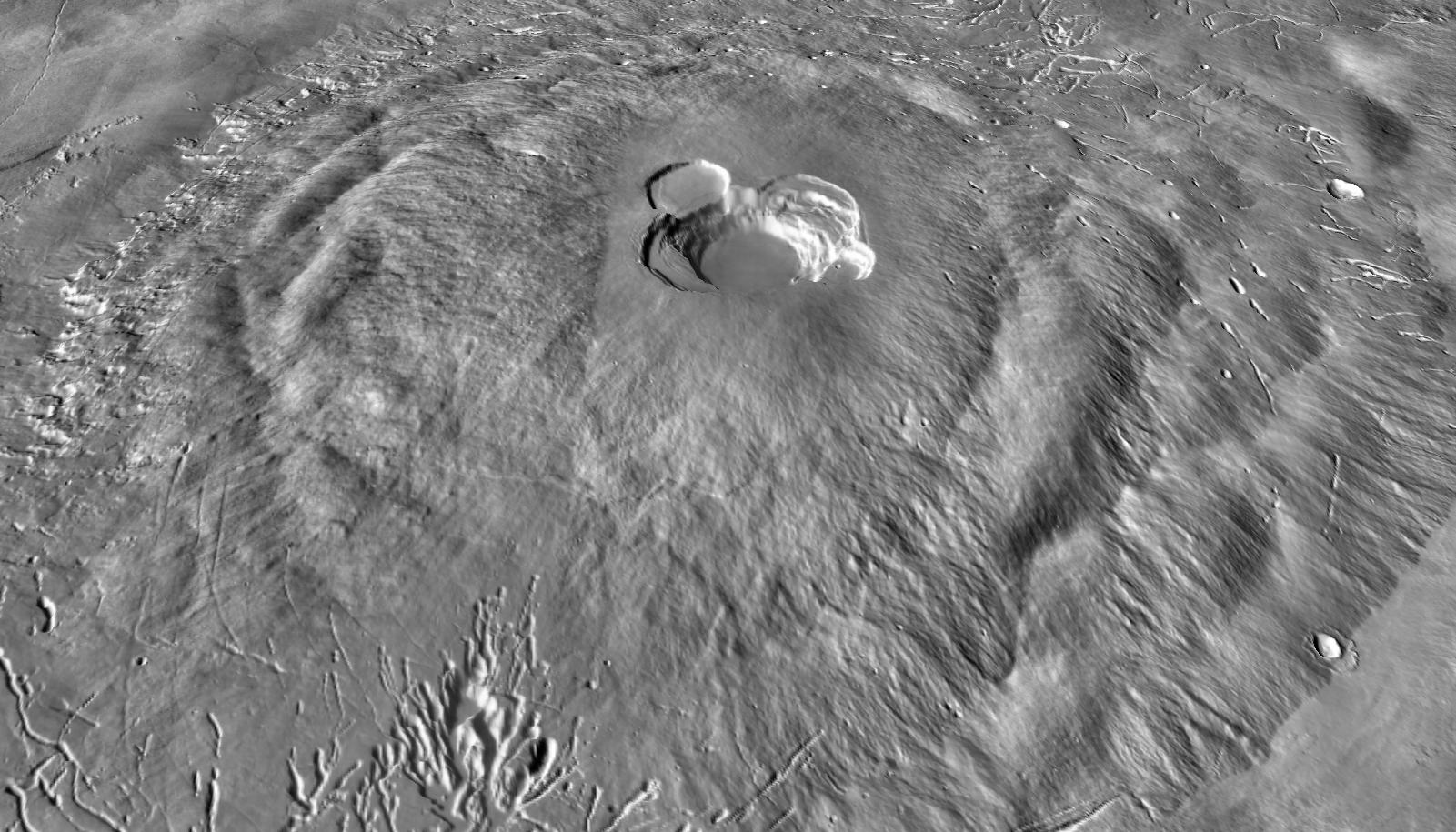
Ascraeus Mons (THEMIS IR avec altimétrie MOLA, étirement vertical 3x), Mars
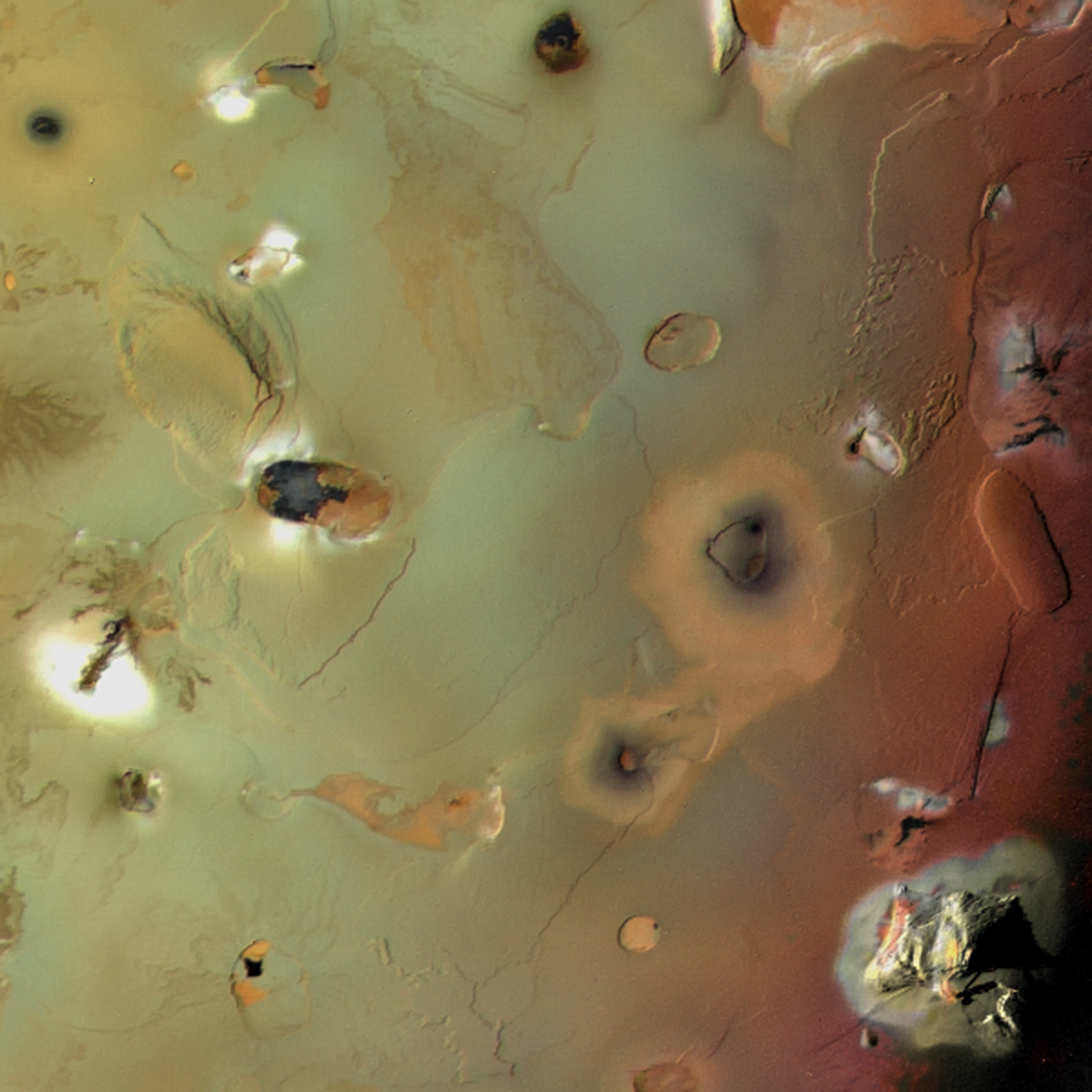
Io : Euboea Montes (en bas en haut à gauche), Haemus Montes (en bas à droite) ; le nord est à gauche
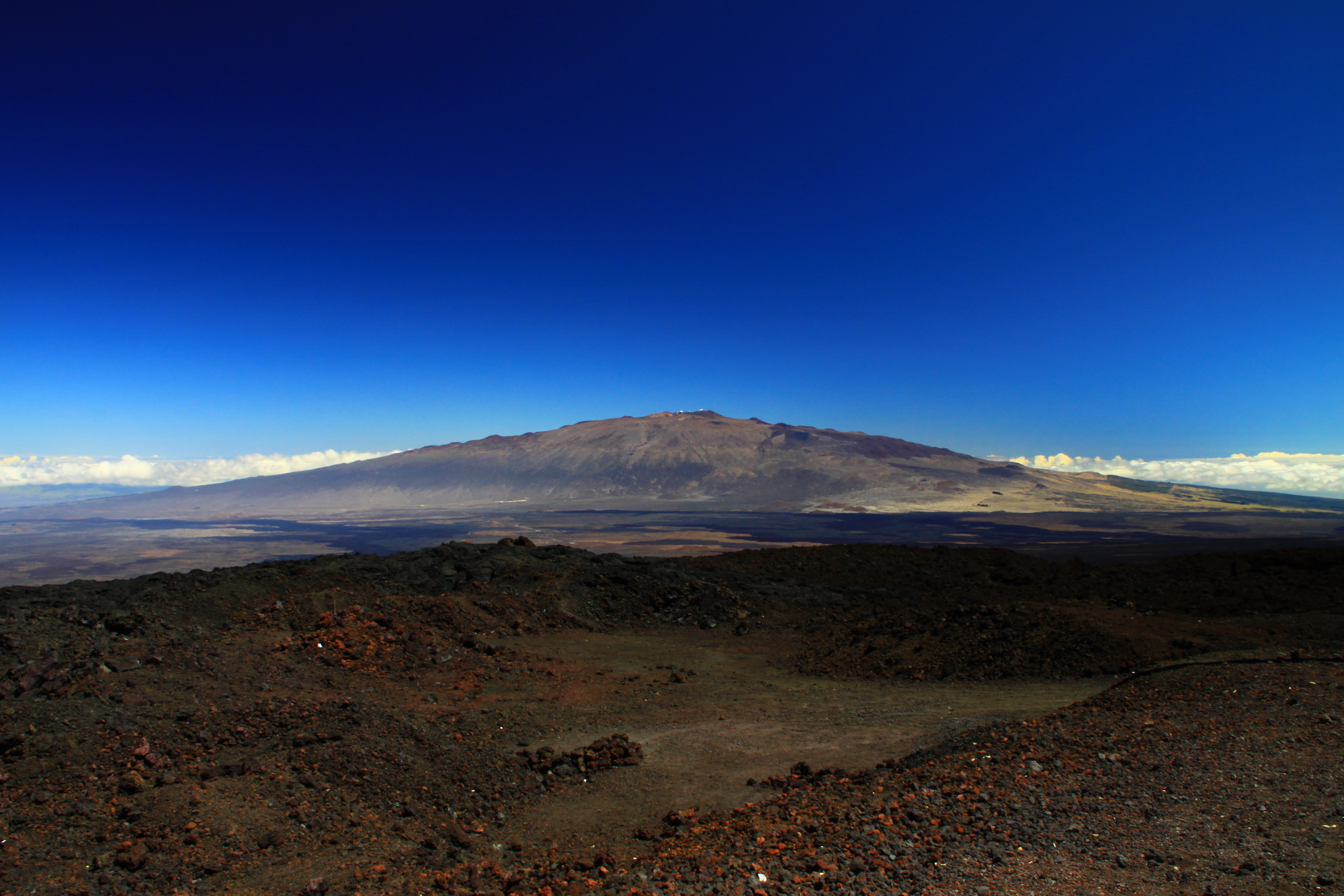
Mauna Kea (depuis le Mauna Loa), Hawaï
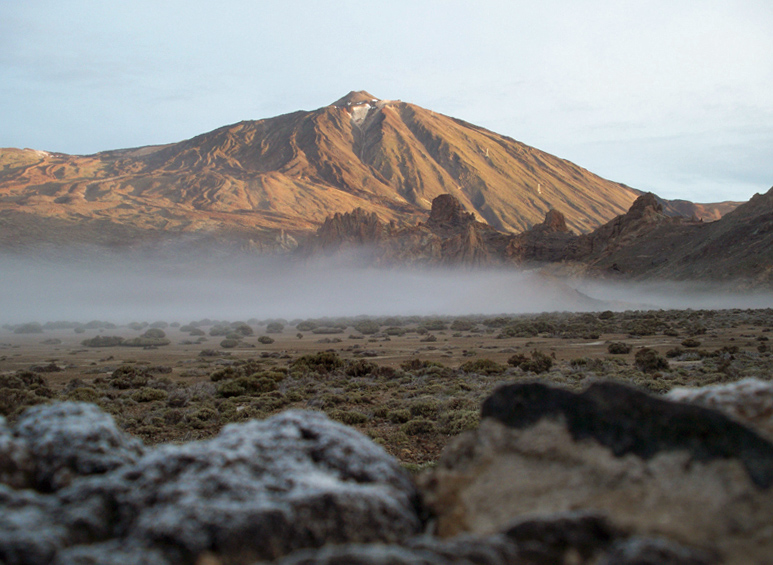
Teide, îles Canaries
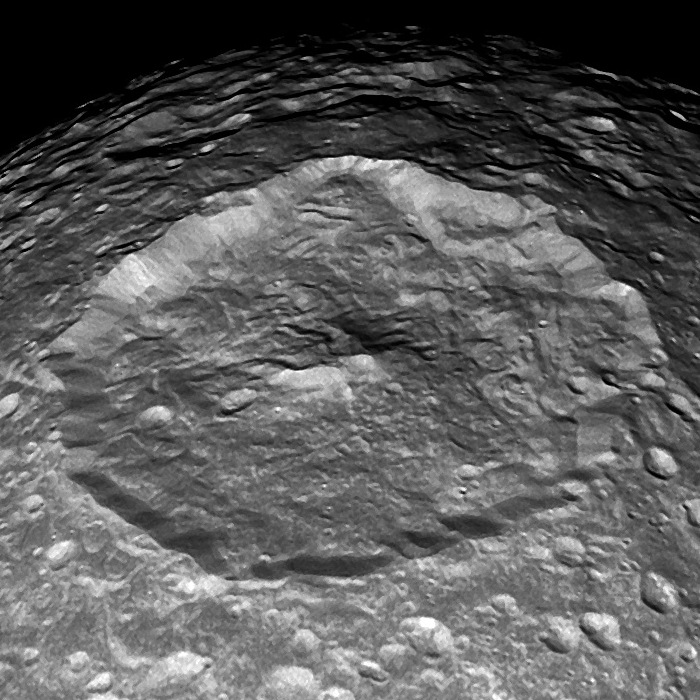
Photo prise par Cassini du cratère Herschel sur Mimas et son pic central
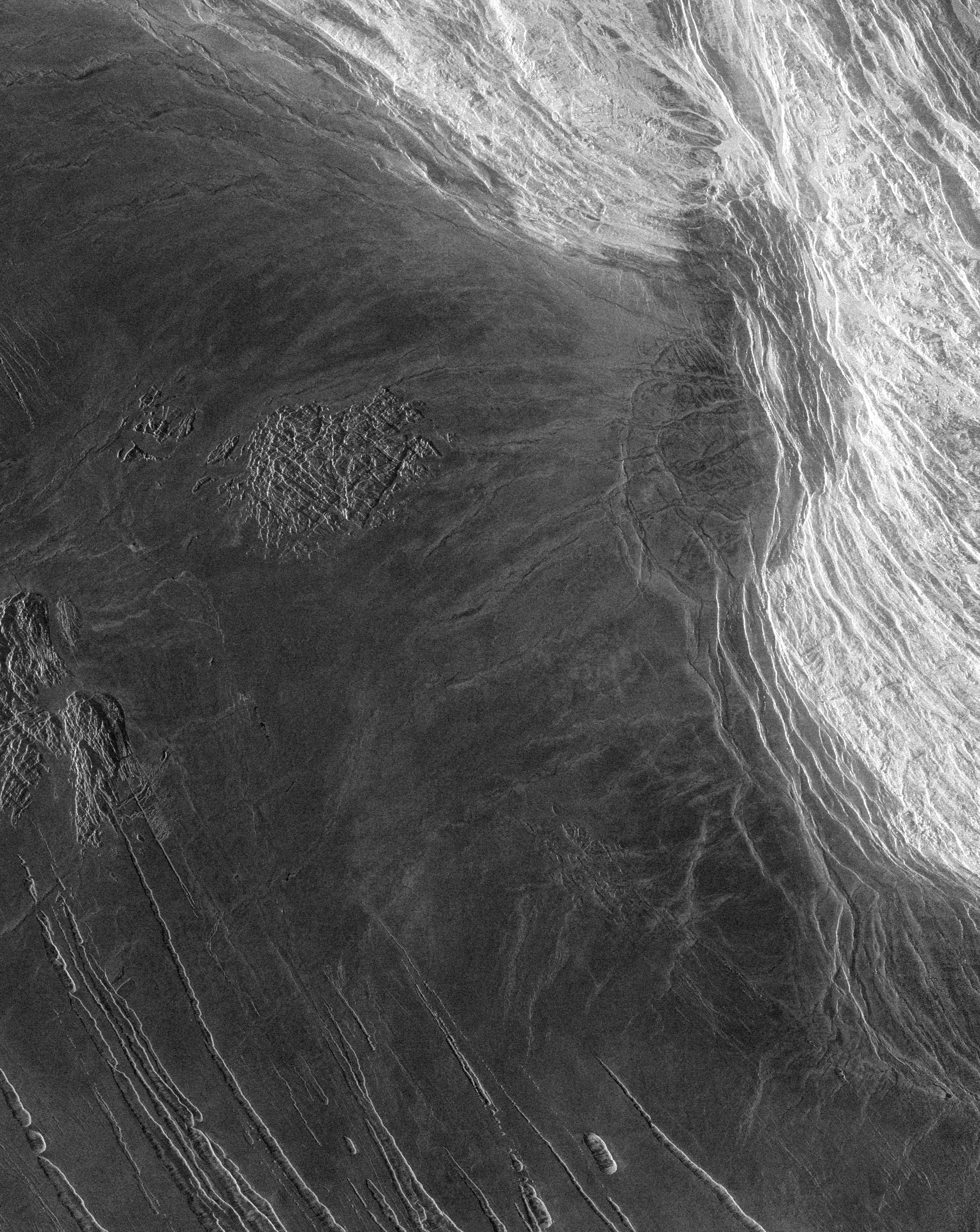
Image SAR prise par Magellan de Skadi Mons dans Maxwell Montes de Vénus
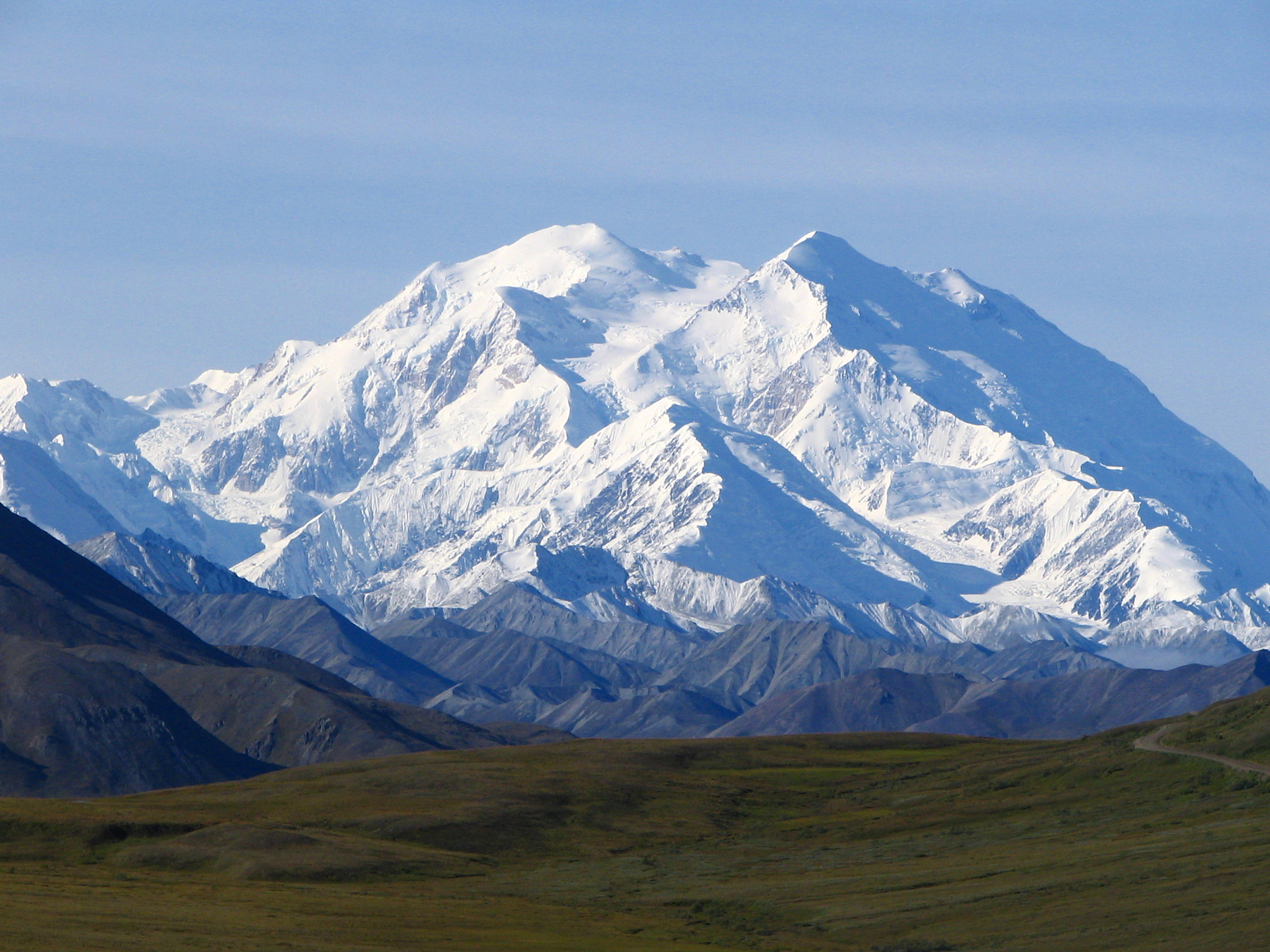
Mont McKinley, Alaska
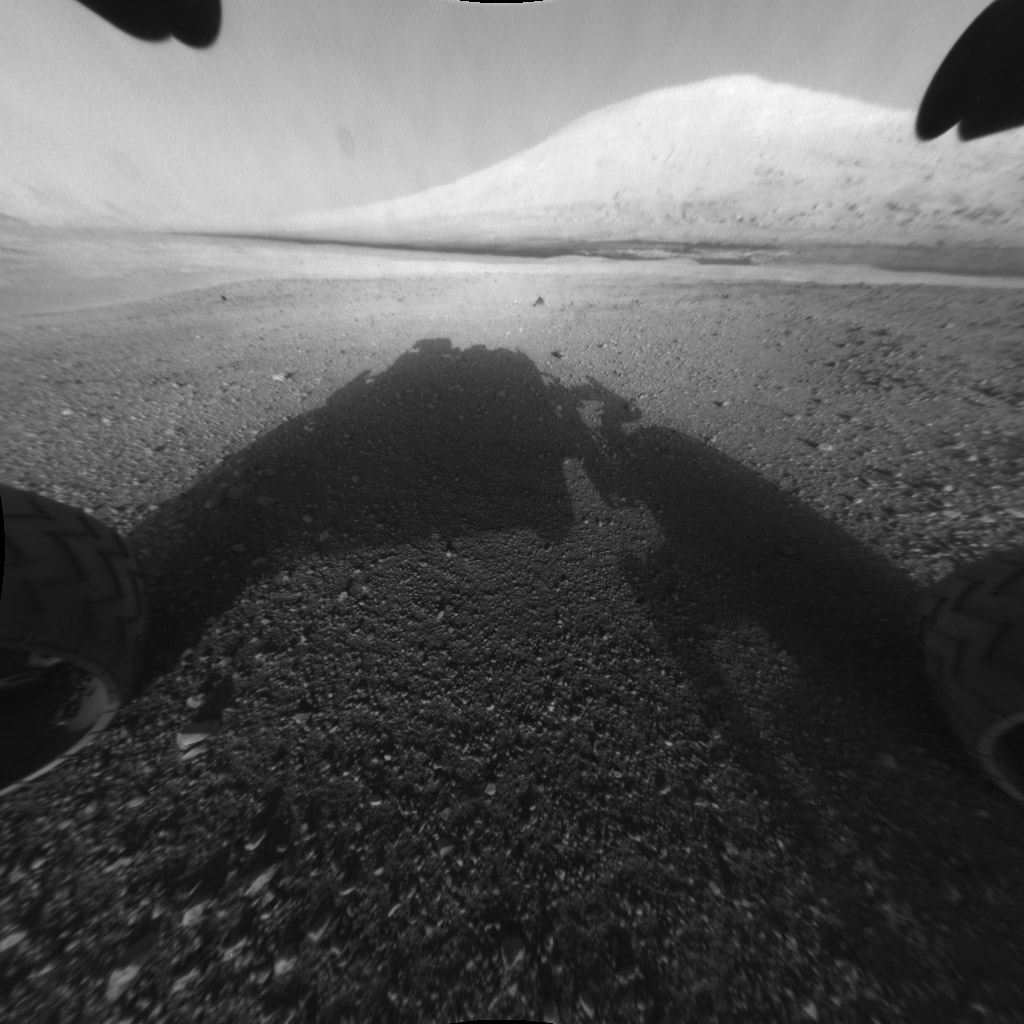
Aeolis Mons (mont Sharp), Mars (vue par le rover Curiosity le 6 août 2012)
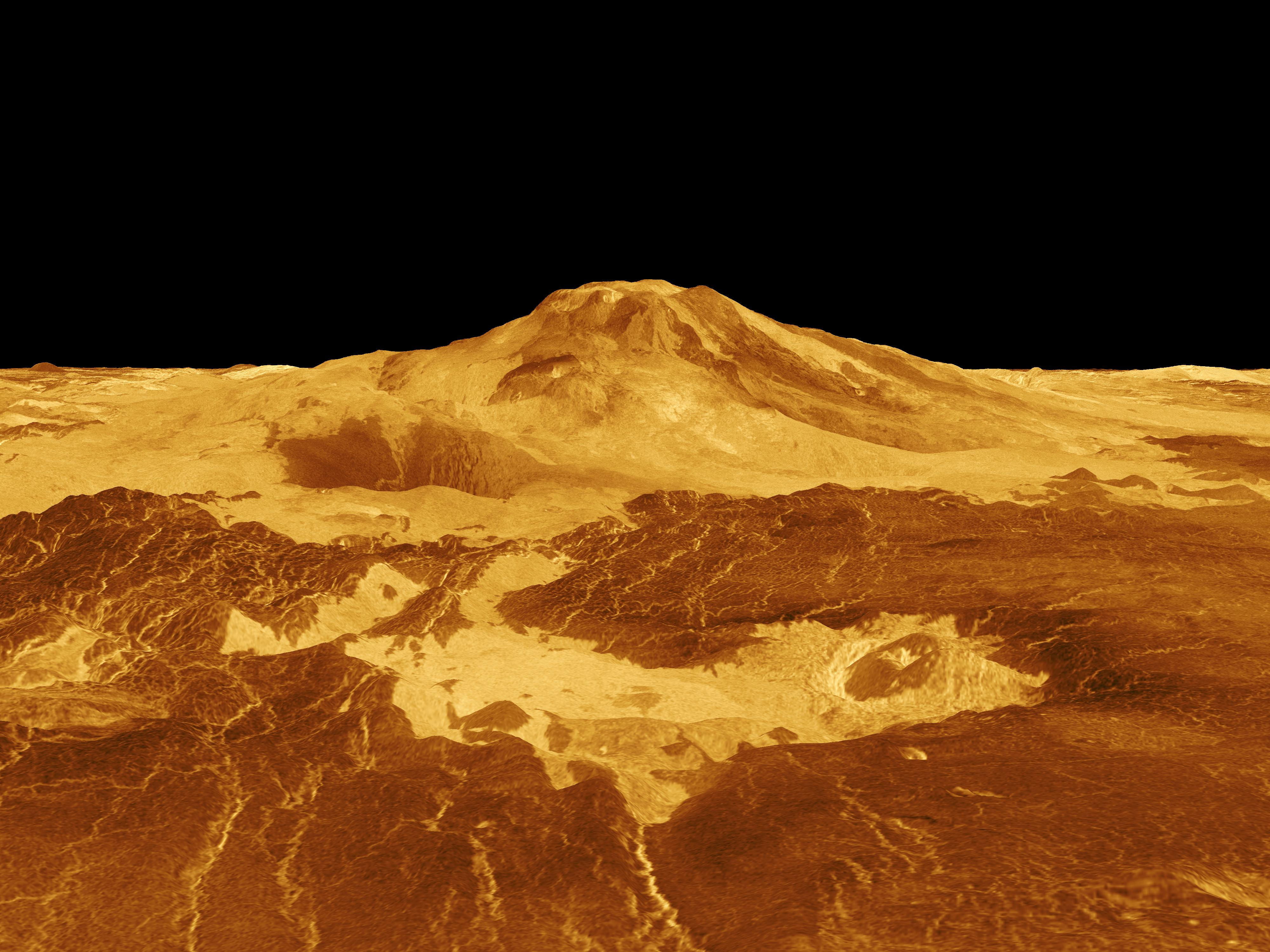
Maat Mons, Vénus (imagerie radar plus altimétrie, exagération verticale 10x)
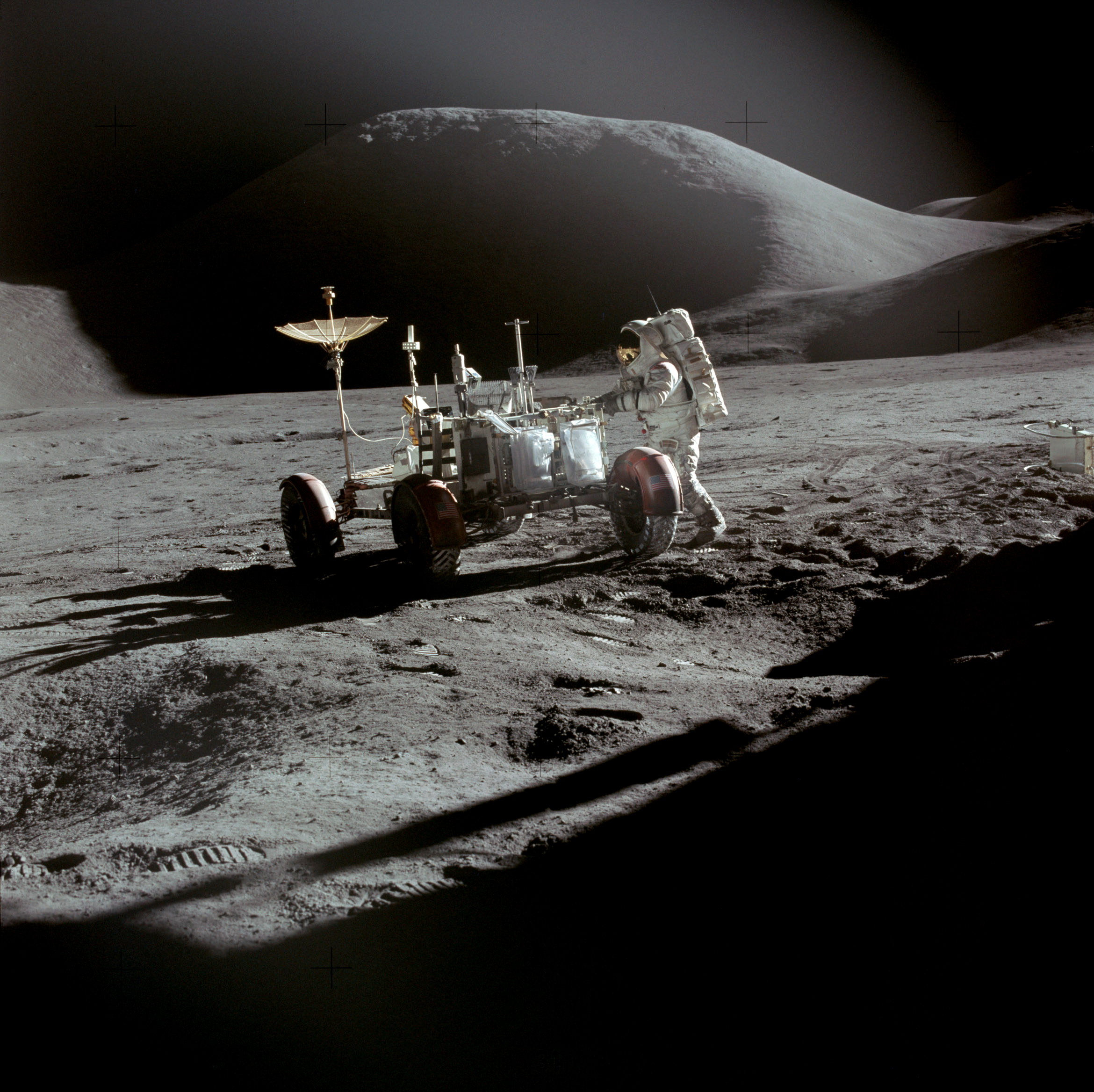
Mons Hadley de la Lune, près du site d'atterrissage d'Apollo 15 (1971)
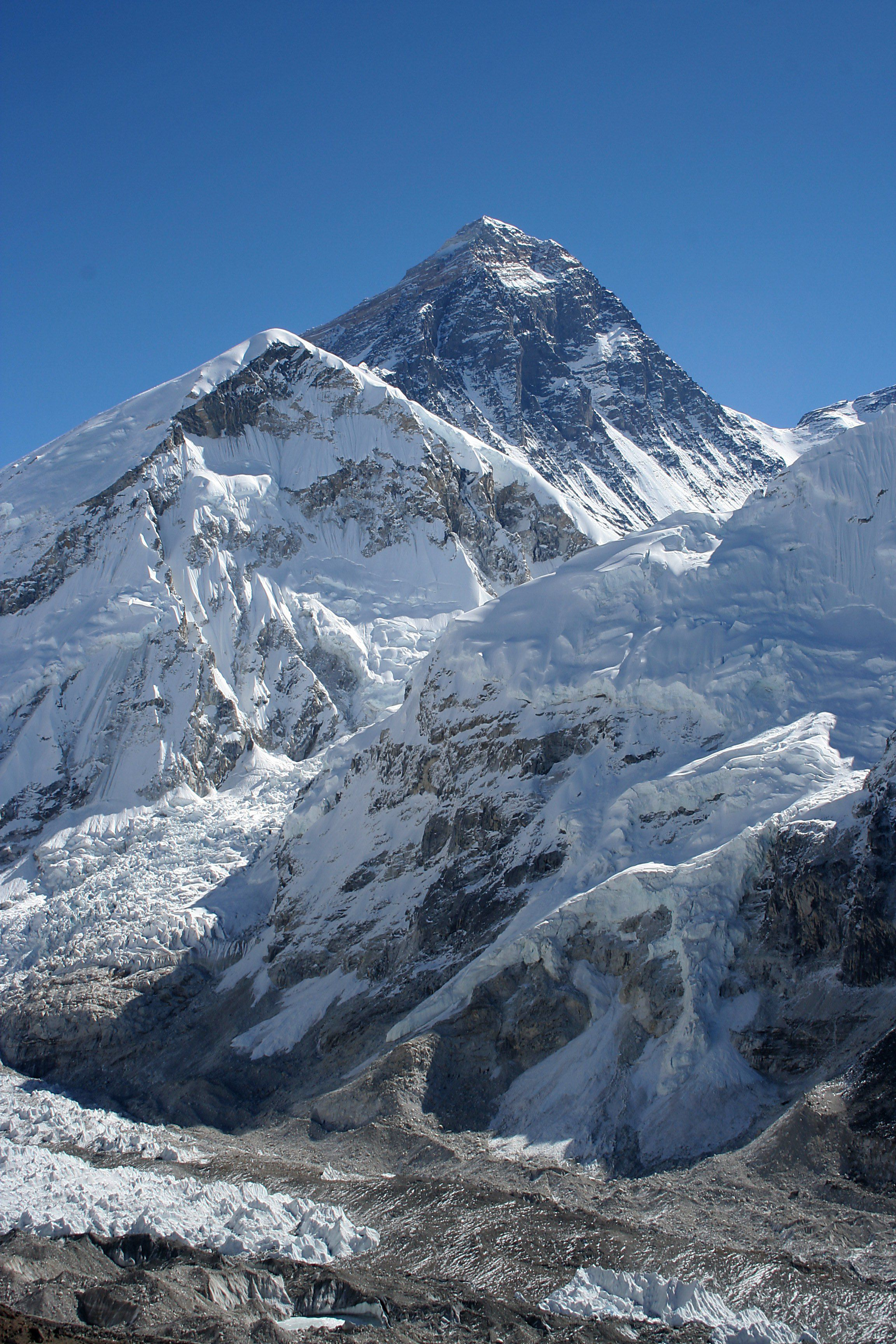
Everest (Népal/Tibet)
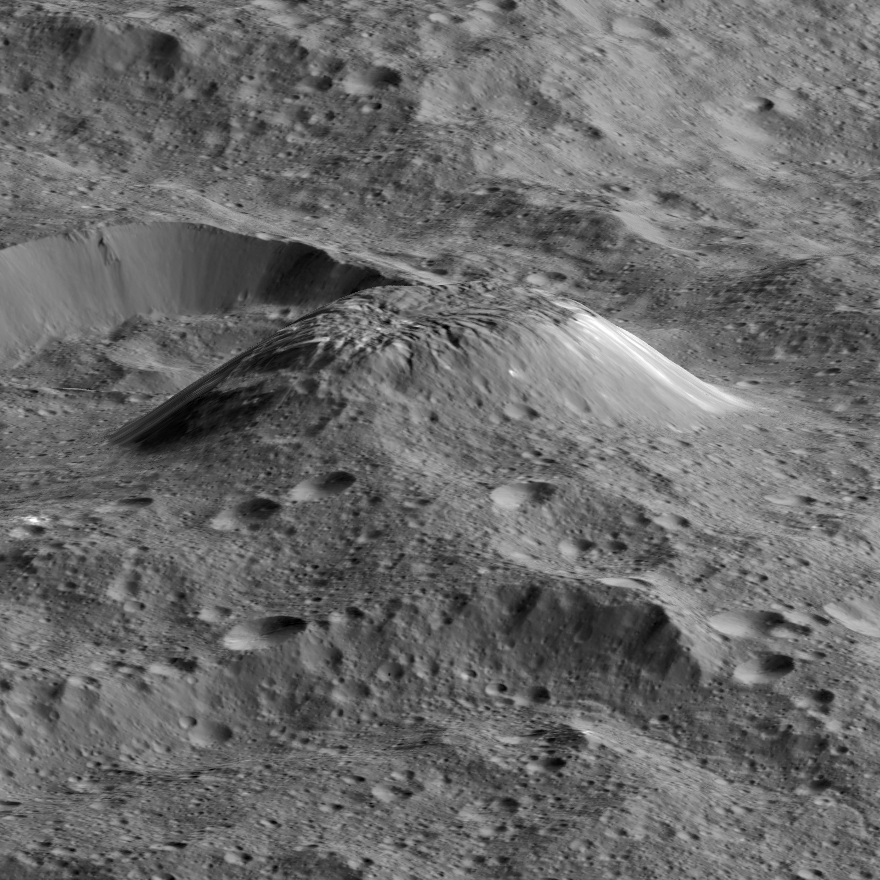
Ahuna Mons sur Cérès, photographié par Dawn depuis une orbite basse (LAMO)
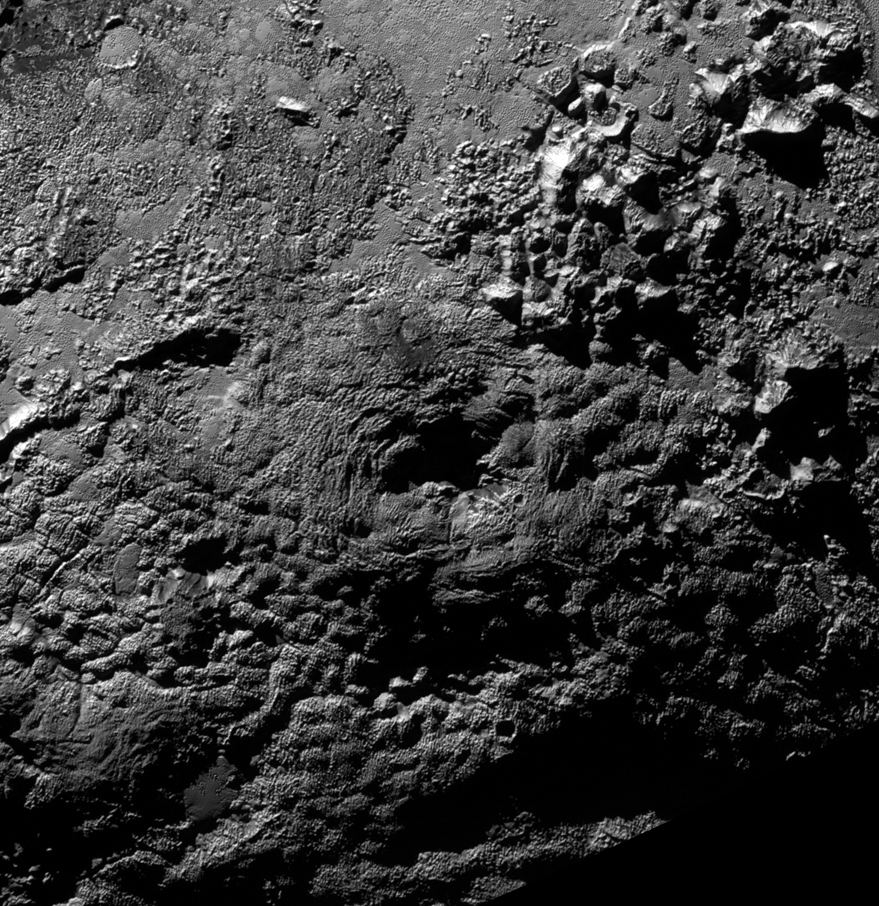
Le possible cryovolcan de Pluton Wright Mons, montrant sa dépression centrale
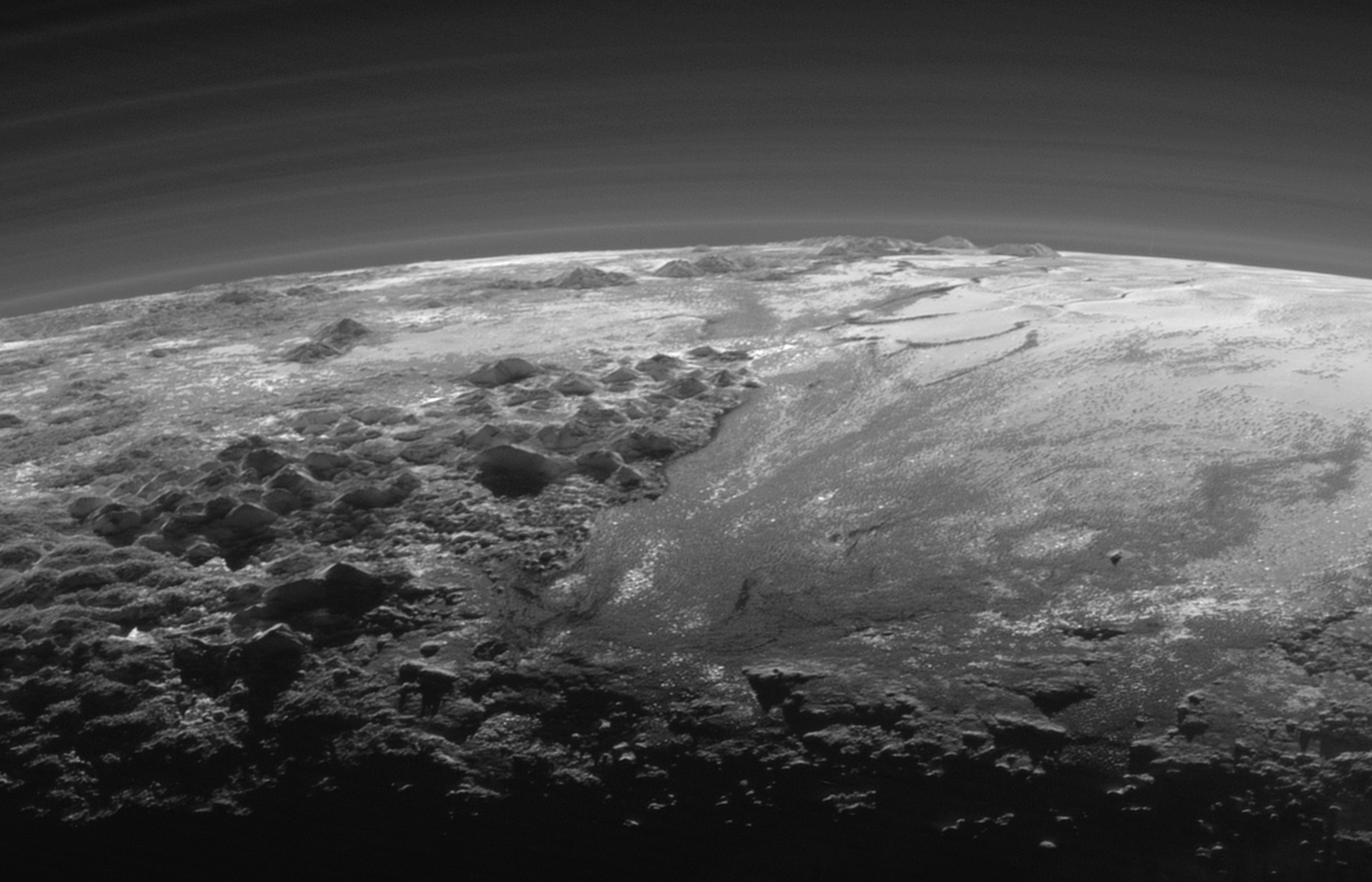
Vue New Horizons des monts Tenzing de Pluton au premier plan à gauche (également dans l'image précédente) et Hillary Montes à l'horizon
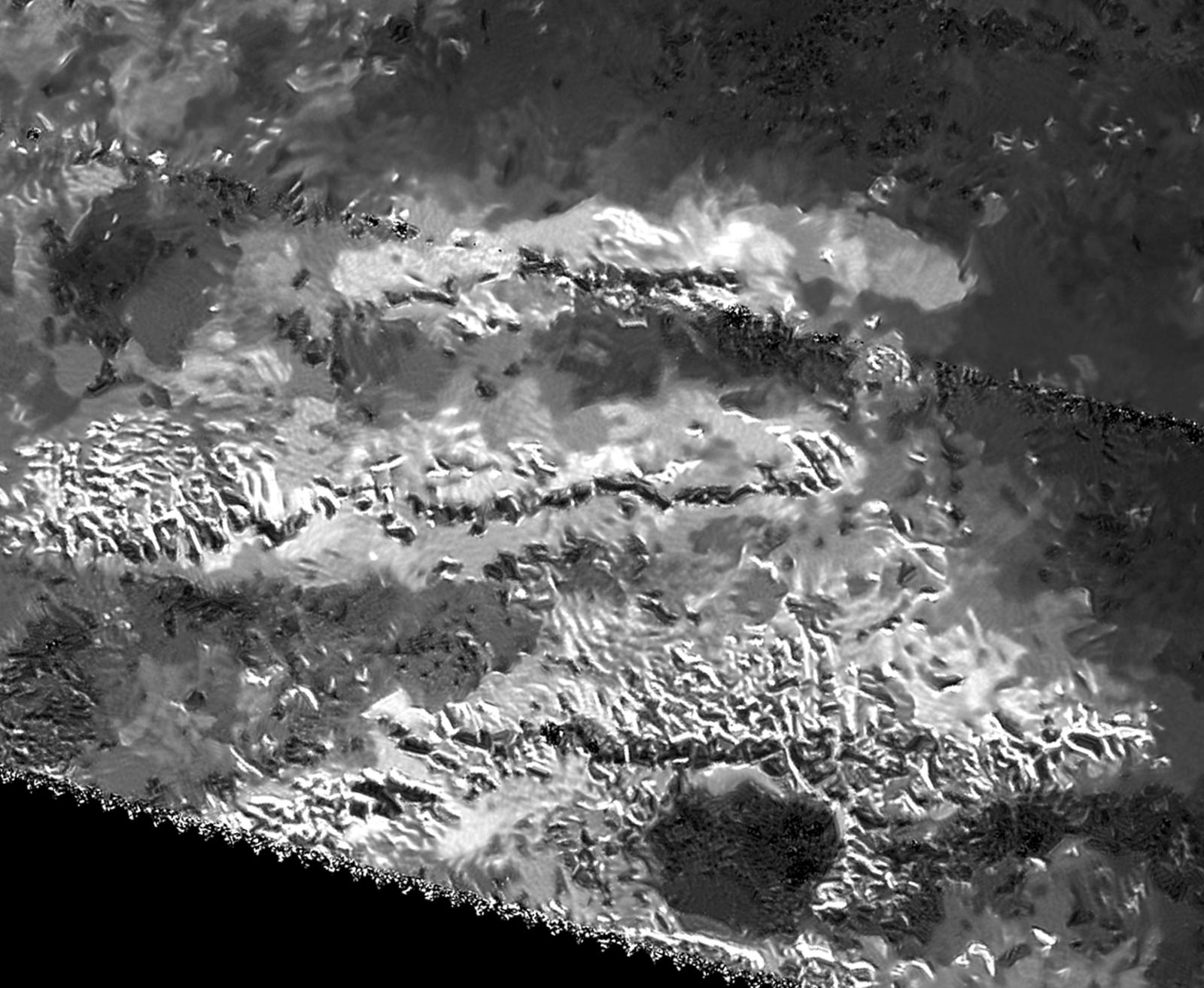
Image SAR Cassini de Mithrim Montes de Titan, montrant trois crêtes parallèles
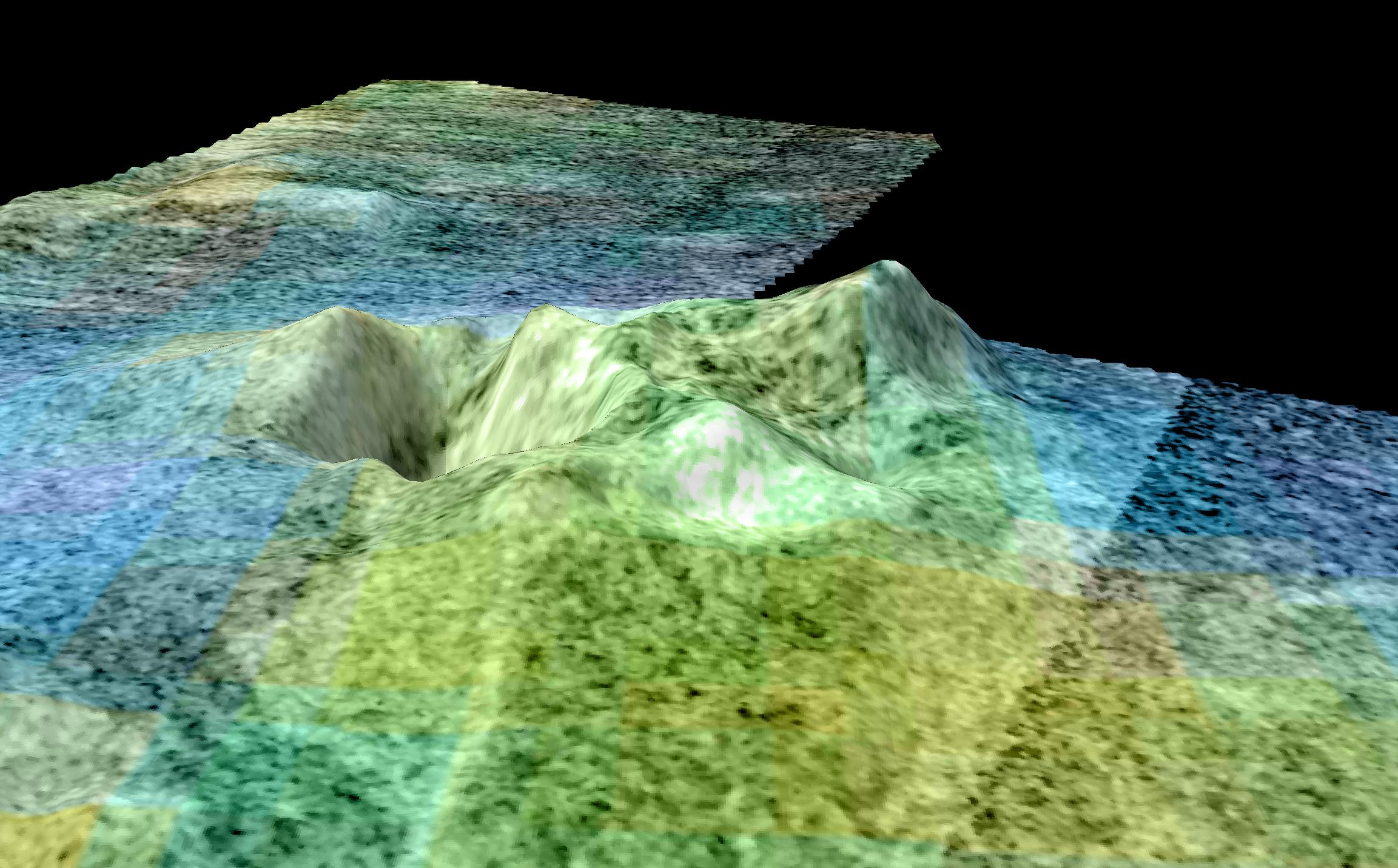
Vue générée par radar du Doom Mons cryovolcanique de Titan et de Sotra Patera (étirement vertical 10x)